# توم فروست
توم فروست (بالإنجليزية: Tom Frost)‏ هو متسلق صخور ‏ ومصور أمريكي، ولد في 1938 في هوليوود في الولايات المتحدة، وتوفي في 24 أغسطس 2018 في أواكدالي في الولايات المتحدة.